# Білозерськ
Білозерськ (біл. Белаазёрск) — місто обласного підпорядкування в Березівському районі Берестейської області Білорусі.

## Географія

### Розташування
Розташоване за 4 км від Чорного озера, між озерами Біле, Чорне і Споровське за 27 км на південний схід від міста Береза, за 100 км на північний схід від Берестя, 250 км південно-західніше Мінська. Недалеко від Білозерська проходять залізничні та автомобільні магістралі Париж — Берлін — Варшава — Берестя — Мінськ — Москва.

## Історія
Білозерськ був заснований в 1958 році на місці села Нивки як селище енергетиків у зв'язку з будівництвом Березовської ДРЕС. З 12 січня 1960 існує як робітниче селище Березовський, 25 червня 1960 селище перейменоване на Білозерськ. 16 вересня 1970 Білозерську надано статус міста районного підпорядкування.

## Населення
За переписом населення Білорусі 2009 року чисельність населення міста становила 12 519 осіб.

### Національність
Розподіл населення за рідною національністю за даними перепису 2009 року:
| Національність                | Осіб  | Відсоток |
| ----------------------------- | ----- | -------- |
| білоруси                      | 11453 | 91,48 %  |
| росіяни                       | 737   | 5,89 %   |
| українці                      | 182   | 1,45 %   |
| національність не вказана     | 66    | 0,53 %   |
| поляки                        | 43    | 0,34 %   |
| національність не повідомлена | 10    | 0,08 %   |
| євреї                         | 4     | 0,03 %   |
| дві та більше національності  | 4     | 0,03 %   |
| татари                        | 3     | 0,02 %   |
| молдовани                     | 3     | 0,02 %   |
| вірмени                       | 2     | 0,02 %   |
| німці                         | 2     | 0,02 %   |
| чуваші                        | 2     | 0,02 %   |
| литовці                       | 1     | 0,01 %   |
| грузини                       | 1     | 0,01 %   |
| латиші                        | 1     | 0,01 %   |
| мордва                        | 1     | 0,01 %   |
| таджики                       | 1     | 0,01 %   |
| башкири                       | 1     | 0,01 %   |
| угорці                        | 1     | 0,01 %   |
| киргизи                       | 1     | 0,01 %   |
| Разом                         | 12519 | 100 %    |

## Економіка
- Білозерський енергомеханічного завод[3] — єдиний в Білорусі виробник енергетичного обладнання та запасних частин для теплових електростанцій.
- Білозерський ЗБІ — виробник тротуарної плитки, стінових блоків, дорожнього та тротуарного бордюра.
- Березовська ДРЕС (Державна Районна Електростанція)
- Спільне Білорусько-Іспанське взуттєве підприємство «Белкельме»
- Підприємство Білозерський завод бетону Осмос

## Уродженці
- Губаревич Юрій Іванович (* 1978) — білоруський політичний і громадський діяч.